# Случайный секс
Случа́йный секс (случа́йная связь, одноно́чный рома́н) — разовый сексуальный контакт двух только что познакомившихся или малознакомых людей без намерения повторить встречу или завести отношения. Целью подобного контакта является удовлетворение собственных сексуальных потребностей и потребностей партнёра.
Согласно исследованиям социологов США, случайный секс практикуют до 80 % американских студентов, проживающих в общежитиях. Очень часто в сексуальный контакт с малознакомыми людьми вступают под влиянием алкогольного опьянения. В США для обозначения секса на одну ночь используются термины fling и one-night stand, который на сайтах знакомств часто сокращается до аббревиатуры ONS.
Следует отличать случайный секс от «секса наспех» (англ. quickie, жарг. «перепихон», «перепихнуться»), обозначающего спонтанный незапланированный короткий сексуальный акт между партнёрами, часто с пропуском предварительных ласк.